# Rue Alain-Chartier
La rue Alain-Chartier est une rue du 15e arrondissement de Paris.

## Situation et accès
Ce site est desservi par la station de métro Convention.

## Origine du nom
La rue a été nommée en l'honneur d'Alain Chartier (1385-1430), écrivain français.

## Historique
Cette rue est une ancienne section de la rue de Grenelle qui reliait Vaugirard à Grenelle. La partie située entre les rues Blomet et de Vaugirard, qui est indiquée sur le plan de Roussel de 1730, prend sa dénomination actuelle le 2 octobre 1865.
La partie entre les rues de Vaugirard et de la Convention est ouverte en 1896.

## Bâtiments remarquables et lieux de mémoire
- Au no 7, atelier du mosaïste-verrier Louis Barillet de 1919 à 1932. Jacques Le Chevallier y fut son collaborateur.
- Au no 9[1], ancien atelier du peintre Alphonse Osbert[2].